# Frente Progressista Nacional
A Frente Progressista Nacional (em árabe:  الجبهة الوطنية التقدمية‎, al-Jabha al-Wataniyyah at-Taqaddumiyyah, NPF) é uma aliança política, constituída em 1976, que agrupava diversos partidos políticos, que apoiavam o regime de Hafez al-Assad , além do Partido Baath.

## Membros
| Partido | Partido                                  | Ideologia                            |
| ------- | ---------------------------------------- | ------------------------------------ |
|         | Partido Baath                            | Neo-Baathismo, Socialismo árabe      |
|         | Partido Social Nacionalista Sírio        | Nacionalismo sírio                   |
|         | Movimento Socialista Árabe               | Socialismo árabe                     |
|         | União Socialista Árabe                   | Socialismo árabe, Nacionalismo árabe |
|         | Partido Comunista Sírio (Bakdash)        | Comunismo, Marxismo-leninismo        |
|         | Partido Comunista Sírio (Unificado)      | Comunismo, Socialismo                |
|         | Unionistas Social-Democratas             | Social-democracia                    |
|         | Socialistas Unionistas                   | Nasserismo                           |
|         | Partido Democrático Socialista Unionista | Nasserismo                           |
|         | Partido Democrático Unionista Árabe      | Nacionalismo árabe                   |
|         | Movimento Nacional                       | Nacionalismo árabe                   |